# 归中反应
归中反应（Comproportionation）是一类氧化还原反应，其中由两个或多个含有某元素而不同氧化数的反应物，得到氧化数相同的单一产物，其逆反应為歧化反应。
例如一反應的反應物中，A元素的氧化數分別為0和+2，而生成物中的A元素的氧化數為+1，此反應即為归中反应。

## 弗洛斯特图
二反應物是否會產生归中反应，可以藉由弗洛斯特图來確認。若在弗洛斯特图中，二反應物的ΔG/F連線，中間有其他物質的ΔG/F低於上述的連線，則這二個反應物會產生归中反应。

## 舉例
- 在鉛酸蓄電池中的放電化學反應：（其中鉛的氧化數為0、二氧化鉛的則為+4，反應生成後硫酸鉛中鉛的氧化價為+2）

{\displaystyle {\ce {Pb{}_{(s)}+PbO2{}_{(s)}+2H2SO4{}_{(aq)}->2PbSO4{_{(s)}}+2H2O{}_{(l)}}}}
- 高锰酸钾中锰的氧化数为+7。它在和氧化数为+2的锰化合物反应时，产物是二氧化锰（MnO2，锰的氧化数为+4）、氢氧化钾和水。

{\displaystyle {\ce {KMnO4 +3 Mn(OH)2 -> 5 MnO2 + 2KOH + 2 H2O}}}
- {\displaystyle {\ce {15Se +SeCl4 +4AlCl3 ->2[Se8][AlCl4]2}}}[2]
- 火山爆发时会发生反应：{\displaystyle {\ce {2H2S{}_{(g)}+ SO2_{(g)}-> 3S{}_{(s)}+ 2H2O{}_{(g)}}}}
- 碘酸鹽和碘離子於酸中生成單質碘：{\displaystyle {\ce {IO3- +5I- +6H+ ->3I2 + 3H2O}}}
- 用氯化銨和亞硝酸鈉制取氮气： {\displaystyle {\ce {NH4Cl{}_{(s)}+NaNO2{}_{(s)}->[{\triangle }]NaCl{}_{(s)}+2H2O{}_{(s)}+N2{}_{(g)}{\uparrow }}}}